# Corey Bojorquez
(en) Statistiques sur pro-football-reference
Corey Bojorquez (né le 13 septembre 1996 à Bellflower dans l'État de la Californie) est un joueur professionnel américain de football américain qui a évolué au poste de punter en National Football League (NFL) depuis 2018. 

## Biographie
Bojorquez sort du lycée comme un punter puissant nommé sur la deuxième équipe All-Suburban League à sa dernière année. Malgré cela, il n'est pas recruté par les équipes de première division et s'engage initialement comme walk-on avec les Hornets de Sacramento State. Finalement, pour des raisons financières, il rejoint les Falcons de Cerritos, un junior college. Après deux ans avec l'équipe, il tente de nouveau à rejoindre la FBS et annonce son transfert. Il reçoit alors des offres d'Indiana State, Concordia et Nouveau-Mexique, seulement ces-derniers étant dans la division visée. Il s'engage alors avec l'équipe.
Avec les Lobos, Bojorquez joue deux saisons, dont l'une très productive en 2017. Malgré cela, il est ignoré lors de la draft de 2018 et signe avec les Patriots de la Nouvelle-Angleterre pour faire compétition à Ryan Allen. Incapable de battre le vétéran, il est largement mit de côté lors des matchs de pré-saison dans l'espoir qu'il soit ignoré au ballottage et rejoigne l'équipe d'entrainement. Malgré tout, les Bills de Buffalo décide de le réclamer pour remplacer Colton Schmidt.
Bojorquez fait alors sa place dans la ligue au côté du kicker Steven Hauschka. Cependant, un faiblesse dans son jeu fait surface lorsqu'il est holder pour ce dernier, ce qui mène à une perte de productivité pour Hauschka. Il passe ensuite par les Rams de Los Angeles dans l'espoir de remplacer Johnny Hekker, mais à la suite d'une renégociation de contrat par ce dernier, il est échangé aux Packers de Green Bay. Ses problèmes comme holder se répète alors que la productivité de Mason Crosby chute après l'arrivée de Bojorquez, mais il reste désiré par l'équipe qui lui propose un nouveau contrat. Cependant, limité par des contraintes salariales, l'offre est moindre que celle proposé par les Browns de Cleveland qui le signe pour deux ans en 2022. À son arrivée avec l'équipe, il bat Joseph Charlton pour le poste de partant.

## Statistiques
| Année  | Équipe               | MJ |                 | Kick off        | Kick off        | Kick off        |                 | Punt            | Punt            | Punt            |
| Année  | Équipe               | MJ | Tentés          | Moy.            | TB              | Tentés          | Yards           | Moy.            |                 |                 |
| 2018   | Bills de Buffalo     | 8  | -               | -               | -               | 45              | 2 028           | 45,1            |                 |                 |
| 2019   | Bills de Buffalo     | 16 | 01              | 50,0            | 0               | 79              | 3 313           | 41,9            |                 |                 |
| 2020   | Bills de Buffalo     | 16 | -               | -               | -               | 41              | 2 082           | 50,8            |                 |                 |
| 2021   | Packers de Green Bay | 17 | -               | -               | -               | 53              | 2 467           | 46,5            |                 |                 |
| 2022   | Browns de Cleveland  | 17 | 01              | 79,0            | 0               | 61              | 2 959           | 48,5            |                 |                 |
| 2023   | Browns de Cleveland  | 17 | 04              | 57,5            | 0               | 87              | 4 294           | 49,4            |                 |                 |
| 2024   | Browns de Cleveland  | ?  | Saison en cours | Saison en cours | Saison en cours | Saison en cours | Saison en cours | Saison en cours | Saison en cours | Saison en cours |
| Totaux | Totaux               | 91 | 06              | 59,8            | 0               | 373             | 17 500          | 46,9            |                 |                 |

| Année  | Équipe               | MJ |        | Punt  | Punt | Punt |
| Année  | Équipe               | MJ | Tentés | Yards | Moy. |      |
| 2019   | Bills de Buffalo     | 1  | 4      | 179   | 44,8 |      |
| 2020   | Bills de Buffalo     | 3  | 11     | 483   | 43,9 |      |
| 2021   | Packers de Green Bay | 1  | 5      | 235   | 47,0 |      |
| 2023   | Browns de Cleveland  | 1  | 4      | 176   | 44,0 |      |
| Totaux | Totaux               | 6  | 24     | 1 073 | 44,7 |      |